# Подлужная улица (Казань)
Подлужная улица (тат. Болын яны урамы) — улица в Вахитовском районе Казани.

## География
Улица начинается от так называемого «Козьего бугра», на котором расположен Фуксовский сад, пересекает улицы Толстого и Поперечно-Подлужная, проходит под мостом Миллениум и заканчивается у изгиба Казанки. Ранее пересекалась с Красноярской и Марийской улицами.

## История
Улица возникла на территории Подлужной слободы, возникшей в конце XVIII века и получила своё название по ней. Подлужная — одна из немногих улиц Казани, никогда не переименовывавшихся в советское время.
До революции 1917 года административно относилась к 3-й полицейской части. В первые годы советской власти административно относилась к 3-й части города; после введения в городе административных районов относилась к Бауманскому (до 1935), Бауманскому и Молотовскому (вторая половина 1930-х), Молотовскому (с 1957 года Советскому, 193?–1973) и Вахитовскому (с 1973 года) районам.
На 1939 год на улице имелось свыше 70 домовладений: №№ 1–37/47, 41–69 по нечётной стороне и №№ 2–78 по чётной. В середине 1950-х годов часть домов в конце улицы была перенесена в связи с попаданием в зону затопления Куйбышевского водохранилища.
Застройка улицы до конца XX века была преимущественно деревянной; в настоящее время на улице находятся как дома дореволюционной (деревянные и каменные), так и советской («хрущёвки») и постсоветской постройки.

## Примечательные объекты
- начало нечётной стороны — сквер им. К. Фукса.[19]
- № 5 — высшая школа бизнеса КФУ.[20]
- № 15 — трансформаторная подстанция «Казанка».[21][22]
- № 21 — генеральное консульство Китайской Народной Республики.[23]
- № 40 — жилой дом завода ВКНИИВОЛТ.[24][25]
- угол улиц Подлужной и Толстого — Волжско-Камский научно-исследовательский институт лесной промышленности.
- № 49 к1, к2, к3 — городская усадьба (начало XIX века).[26]
- № 57 — спортбаза КАИ (КНИТУ).[27]
- № 67 — здание Казанского военно-аптечного склада (XIX век).[28]
- № 67 к1 — экстрим-парк «Урам».[29]
- № 69 (снесён) — в этом здании в 1930-40-е годы располагался воско-экстракционный завод Пчелконторы Татнаркомзема; в годы немецко-советскoй войны сюда был эвакуирован Гомельский воско-вощинный завод; в середине 1950-х перенесён в район Поповки.[30][31]

## Известные жители
В разное время на улице проживали депутат Государственной думы РИ Алексей Хорват, организатор народного образования Иван Петяев, сенатор, российский консул в Канаде Алексей Чебышёв (дом Банарцева),  председатель Казанской губернской земской управы Пётр Геркен, учёный-медик Василий Парин и его дети (Василий и Борис, дом Петяева), председатель Казанского общества трезвости Александр Соловьёв (дом общества трезвости), военный комиссар ТАССР Степан Домолазов, главный режиссёр ТГАТ им. Камала Фарит Бикчентаев, вирусолог Гиффэт Гильманова.

## Галерея

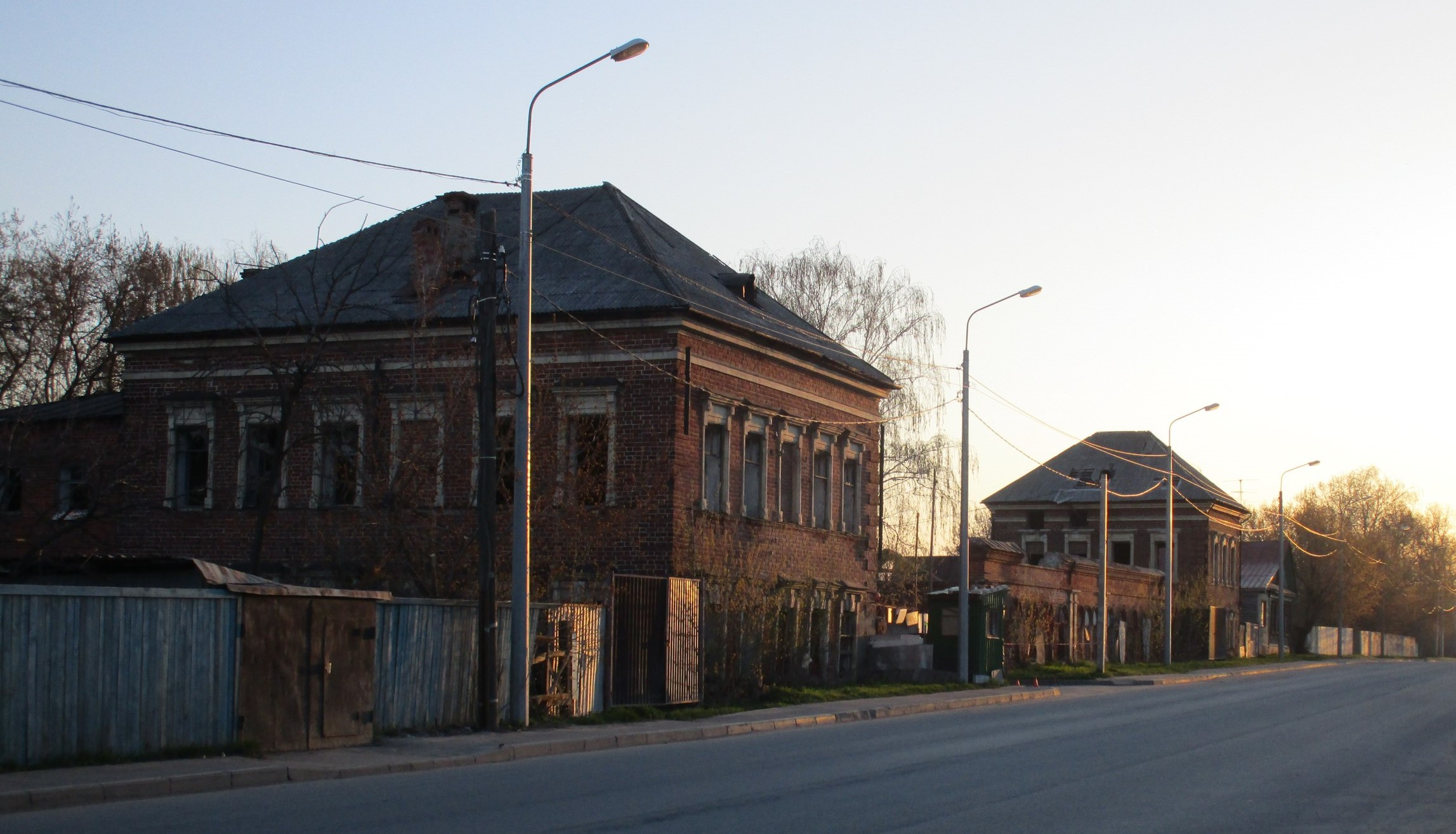
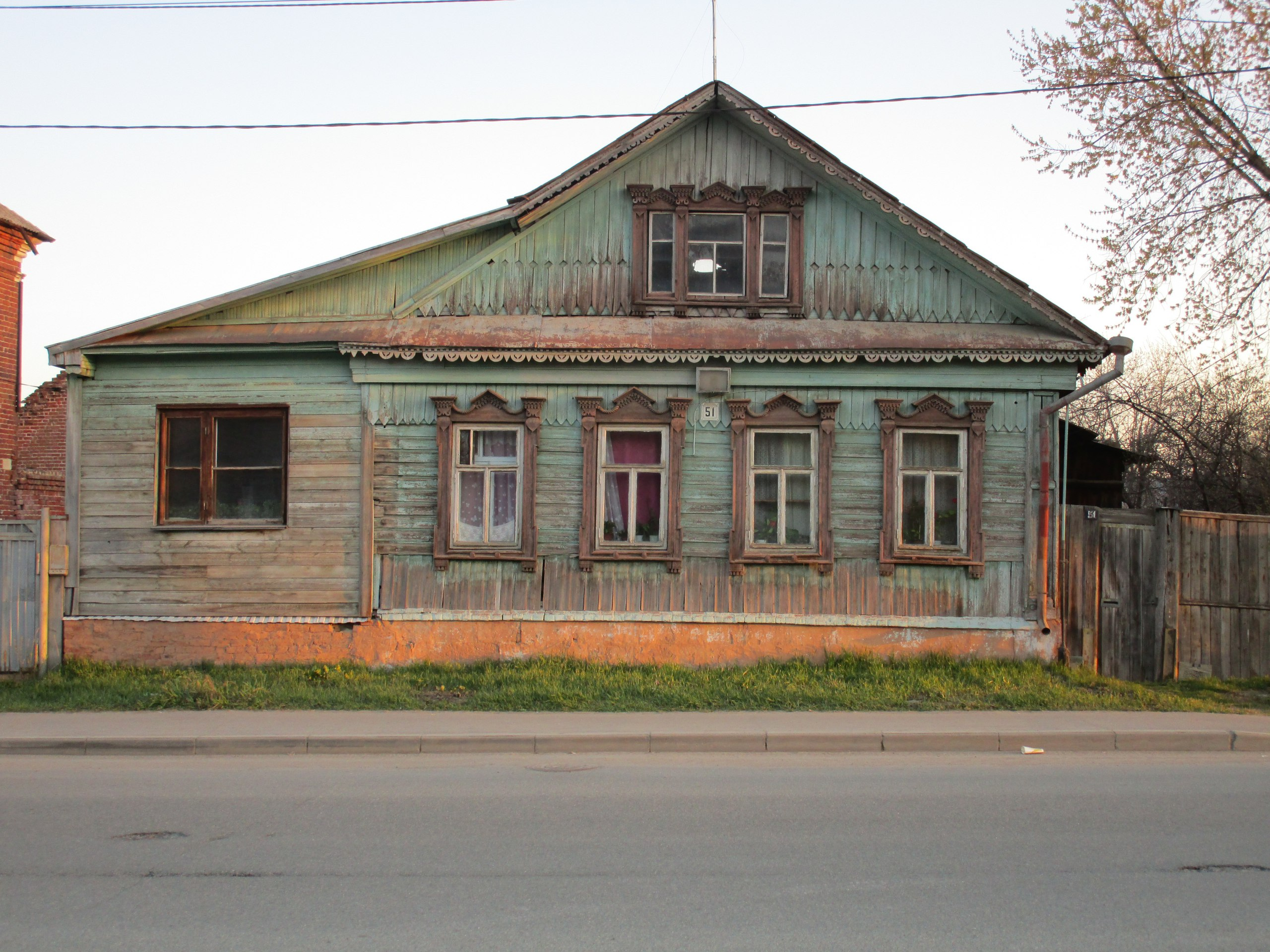
дом № 51
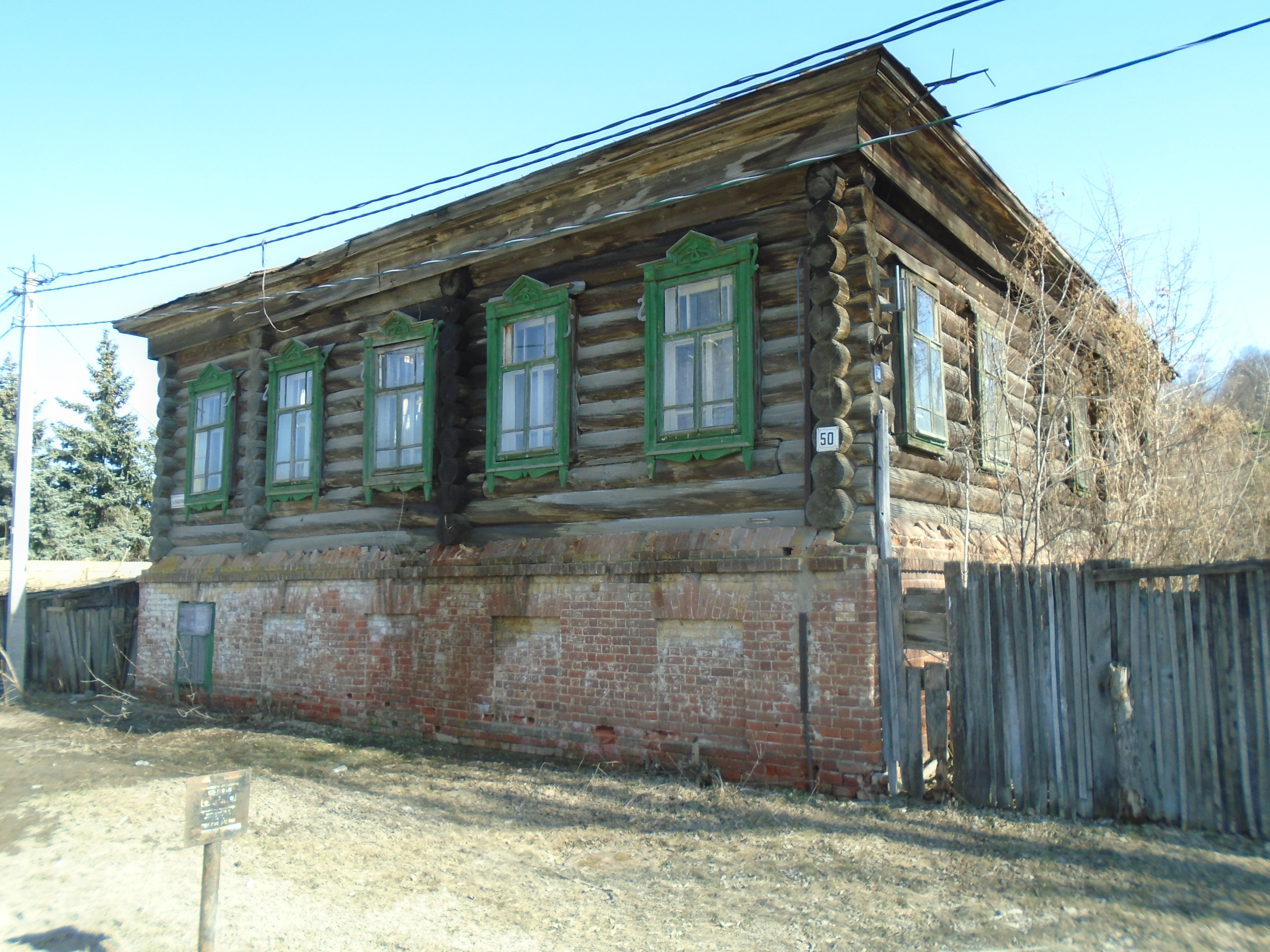
дом № 50